# Бренцоне сул Гарда
Бренцо̀не сул Га̀рда (на италиански: Brenzone sul Garda, до 2014 г. само Brenzone, на венециански: Brenson, Бренсон) е община в Северна Италия, провинция Верона, регион Венето. Разположена е на 69 m надморска височина, на източния бряг на езеро Гарда. Населението на общината е 2474 души (към 2015 г.).
Административен център на общината е село Магуняно (Magugnano).